# 节奏吉他手
节奏吉他手的表演由两部分组成：提供全部或部分的节奏组，以及提供全部或部分的和声。因此，节奏吉他最基本的技术是和弦进行，一只手按品，另一只手有节奏地扫弦。节奏吉他进阶技巧包括琶音、制音、riff、和弦solo和复杂的扫弦技巧。
在乐团或是原音乐、民谣音乐、蓝调、摇滚或金属乐乐队中，一个吉他手所负责的作品中的节奏部分，支撑了由主音或一些其他乐器，像弦乐器、吹奏乐器、铜管乐器、键盘甚至打击乐器，或者仅仅是人类的声音所演奏的旋律的走向和独奏，而从稳定的演奏整首作品来说，是引导乐器和主唱在主歌或者间奏与渐弱止音之间的转换。在一些大乐队的音乐中，吉他手被认为是节奏的部分，与低音和鼓并列。